# Um Domingo (Signac)
Um Domingo (em língua francesa: Un Dimanche) é uma pintura a óleo sobre tela realizada pelo artista francês Paul Signac entre 1888-1890. Inspirado nas teorias ópticas de Eugène Chevreul sobre a decomposição da cor, Signac tinha pinceladas breves e justapunha tons que se reuniam em cores uniformes.
Exibida pela primeira vez em 1890 no Salon des Indépendants, Um Domingo  nunca foi uma pintura bem recebida pelos críticos, que criticavam, por um lado, as suas cores escuras e figuras estáticas, longe das suas paisagens contemporâneas; e, por outro lado, o aspecto aborrecido, entediante, do casal burguês retratado.